# Constitution du Malawi
Lire en ligne

Consulter

La Constitution du Malawi est la loi fondamentale du Malawi, en vigueur depuis le 18 mai 1994.

## Compléments